# 八試水上偵察機
八試水上偵察機（はちしすいじょうていさつき）は、大日本帝国海軍が計画した水上偵察機。中島飛行機・川西航空機・愛知時計電機航空機部（のちの愛知航空機）が試作し、うち中島機が九五式水上偵察機として制式採用された。この項では、不採用となった川西機（E8K）と愛知機（E8A）について述べる。

## E8K
九〇式二号水上偵察機を代替する水上偵察機として1933年（昭和8年）に行われた試作指示を受け、川西は同年5月に関口英二技師を中心として社内名称「P型水上偵察機」の設計を開始。迅速な作業の後に1934年（昭和9年）1月8日に初飛行し、同年2月に海軍に引き渡され、審査を受けた。
木金低翼混合骨組に羽布張り、単葉単フロートの近代的な機体であり、水上偵察機ではあるが、ある程度の空戦性能を考慮した、のちの水上戦闘機の先駆け的なものだった。しかし、操縦性や離着陸時の安定性に問題があり、性能面でも九〇式二号水偵と同程度だったため、不採用に終わった。生産数は1機。

## E8A
愛知は松尾喜四郎技師らが1932年（昭和7年）から独自に設計を進めていた複葉単フロートの社内名称「AB-7」と、1933年（昭和8年）から設計を開始した低翼単葉双フロートの社内名称「AM-7」の2種類を計画した。AM-7は水上戦闘機としても使用できる進歩的な機体で、高い速度と上昇性能を発揮することが予想されていたが、諸事情によって設計のみで中止となり、AB-7がE8Aとして1933年に2機製造された。
AB-7は木金混合骨組に羽布張りで、基本的には前作である九〇式二号水上偵察機二型の発展型だったが、中島機と比べて運動性と安定性に劣っていたため、不採用に終わった。

## 諸元
E8K
- 全長：9.23m
- 全幅：11.95m
- 全高：3.87m
- 主翼面積：23.34m2
- 自重：1,326kg
- 全備重量：1,900kg
- エンジン：中島 寿二型改一空冷星型9気筒（離昇580hp）×1
- 最大速度：293km/h
- 実用上昇限度：7,300m
- 航続時間：3.3時間
- 武装
7.7mm固定機銃×2
7.7mm旋回機銃×1
30kg爆弾×2
- 乗員：2名

E8A（AB-7）
- 全長：8.85m
- 全幅：10.50m
- 全高：3.57m
- エンジン：中島 寿二型改一空冷星型9気筒（離昇580hp）×1
- 武装
7.7mm固定機銃×1
7.7mm旋回機銃×1
- 乗員：2名

E8A（AM-7）
- 全長：9.75m
- 全幅：12.50m
- 全高：3.32m
- 主翼面積：26.3m2
- 自重：1,250kg
- 全備重量：1,900kg
- エンジン：ブリストル マーキュリー（英語版）空冷星型9気筒（最大570hp）×1
- 最大速度：315km/h
- 実用上昇限度：6,500m
- 乗員：2名